# Daniella Marques
Daniella Marques Consentino (Barra Mansa, 16 de outubro de 1979) é uma administradora brasileira. Compôs a equipe de economia de Jair Bolsonaro até 29 de junho de 2022, quando foi nomeada presidente da Caixa Econômica Federal, cargo que exerceu até 9 de janeiro de 2023, quando foi exonerada pelo presidente Luiz Inácio Lula da Silva.

## Presidência da Caixa

### Suspeita de liberação de créditos com finalidade eleitoral
No dia 27 de setembro de 2022, às vésperas do primeiro turno das eleições presidenciais de 2022, o governo de Jair Bolsonaro publicou as regras para a disponibilização da opção de empréstimo consignado para beneficiários do programa de transferência de renda Auxílio Brasil. A medida era vista como eleitoreira para especialistas. A Caixa, sob presidência de Daniella, foi o único banco de grande porte que decidiu operar o empréstimo e teve papel central na política, respondendo por cerca de 80% da concessão do crédito. Os grandes bancos haviam mostrado receio com a linha de crédito, considerada arriscada dado o perfil de vulnerabilidade do público-alvo. O produto foi liberado pela Caixa no dia 11 de outubro, nove dias depois do primeiro turno, em que Bolsonaro teve seis milhões de votos a menos que Luiz Inácio Lula da Silva.  No dia 14 de novembro, duas semanas após o resultado das eleições, com a derrota de Bolsonaro, a Caixa informou internamente mudanças na concessão do consignado que restringiram o fornecimento de créditos.
Dados fornecidos pela Caixa ao portal UOL através da Lei de Acesso à Informação mostraram que 99% da carteira de crédito consignado do Auxílio Brasil do banco foram disponibilizados entre o primeiro e o segundo turno das eleições, reforçando suspeitas sobre o uso da instituição financeira para beneficiar o então presidente e candidato à reeleição Jair Bolsonaro na reta final da disputa com Lula. Um a cada seis beneficiários do Auxílio Brasil e do BPC contratou o empréstimo consignado, totalizando R$ 9,5 bilhões em desembolsos até 1º de novembro.

#### Representação no Tribunal de Contas da União
No dia 30 de novembro de 2022, o Ministério Público junto ao Tribunal de Contas da União (MP-TCU) solicitou que o órgão investigasse a diretoria da Caixa Econômica Federal e o presidente Jair Bolsonaro pelas mudanças de critério na concessão de crédito consignado pelo Auxílio Brasil após as eleições presidenciais de 2022 devido a indícios de que a liberação de crédito teria sido usada pelo banco com finalidade eleitoral. A representação citava em especial Marques, então presidente do Banco, e o "suposto envolvimento" de Bolsonaro.